# Královédvorské textilní léto
Královédvorské textilní léto byla textilní prodejní výstava, která se konala v letech 1964 až 1970 každé léto ve Dvoře Králové nad Labem. Na výstavách se nabízelo zboží místních národních podniků Tiba a Juta. V některých letech se účastnil i další královédvorských podnik Strojtex či firmy Triola, Šohaj, Pragoděv, Makyta a další. Na výstavě bylo možné zhlédnout a nakoupit potištěné tkaniny a koberce. Veletrhem, který trval 3 týdny, prošly tisíce návštěvníků (například v roce 1969 to bylo 50 000 lidí a tržba přesáhla 3 miliony korun československých). Design některých výstav vytvořil akademický malíř Leoš Zemek. V rámci výstavy se konaly i další akce jako fotografická soutěž či konference.